# Alfa Romeo 177
Chronologie des modèles (1979)
Alfa Romeo 159 Alfa Romeo 179
L'Alfa Romeo 177 est une monoplace de Formule 1 engagée par Alfa Romeo lors des Grands Prix de Belgique, de France et d'Italie en 1979 avec Bruno Giacomelli et Vittorio Brambilla.

## Historique

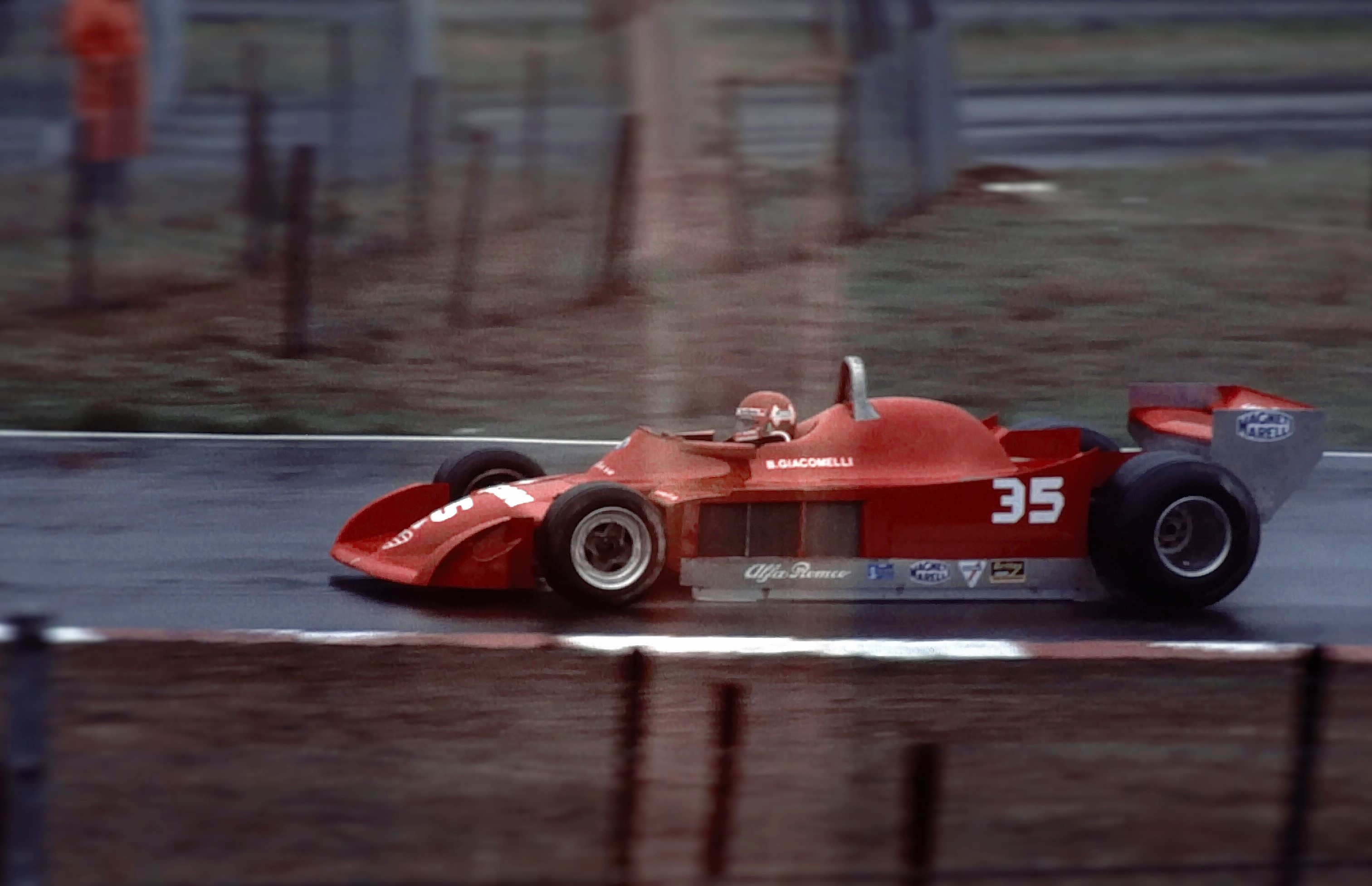
Bruno Giacomelli au Grand Prix de Belgique 1979.

L'Alfa Romeo 177 est la première monoplace de Formule 1 construite par Alfa Romeo depuis 1951. La voiture a été construite par le département de course Autodelta. Bruno Giacomelli est engagé pour le Grand Prix de Belgique et se qualifie quatorzième devant Hector Rebaque sur Lotus 79 et derrière Niki Lauda sur Brabham BT48. Il abandonne en course après un accrochage avec Elio De Angelis au vingt-et-unième tour.
Au Grand Prix de France, Giacomelli se qualifie dix-septième devant Emerson Fittipaldi sur Copersucar F5A et derrière Keke Rosberg sur Wolf WR8 ; il finit la course à la même place devant Jan Lammers et derrière Elio De Angelis, tous deux sur Shadow DN9. 
Au Grand Prix d'Italie, Vittorio Brambilla se qualifie vingt-deuxième devant Keke Rosberg sur Shadow DN9 derrière Jochen Mass sur Arrows A2. Il termine la course douzième devant Riccardo Patrese sur Arrows A2 et derrière Hans Joachim Stuck sur ATS D3.

## Résultats en championnat du monde de Formule 1
| Saison | Écurie    | Moteur                | Pneus    | Pilotes            | Courses | Courses | Courses | Courses | Courses | Courses | Courses | Courses | Courses | Courses | Courses | Courses | Courses | Courses | Courses | Points inscrits | Classement |
| Saison | Écurie    | Moteur                | Pneus    | Pilotes            | 1       | 2       | 3       | 4       | 5       | 6       | 7       | 8       | 9       | 10      | 11      | 12      | 13      | 14      | 15      | Points inscrits | Classement |
| ------ | --------- | --------------------- | -------- | ------------------ | ------- | ------- | ------- | ------- | ------- | ------- | ------- | ------- | ------- | ------- | ------- | ------- | ------- | ------- | ------- | --------------- | ---------- |
| 1979   | Autodelta | Alfa Romeo 115-12 F12 | Goodyear |                    | ARG     | BRÉ     | ADS     | EUO     | ESP     | BEL     | MON     | FRA     | GBR     | ALL     | AUT     | P-B     | ITA     | CAN     | EUE     | 0               | 16e        |
| 1979   | Autodelta | Alfa Romeo 115-12 F12 | Goodyear | Bruno Giacomelli   |         |         |         |         |         | Abd     |         | 17e     |         |         |         |         |         |         |         | 0               | 16e        |
| 1979   | Autodelta | Alfa Romeo 115-12 F12 | Goodyear | Vittorio Brambilla |         |         |         |         |         |         |         |         |         |         |         |         | 12e     |         |         | 0               | 16e        |

Légende : ici 